# Celles, Charente-Maritime
Celles là một xã trong tỉnh Charente-Maritime trong vùng Nouvelle-Aquitaine tây nam nước Pháp. Xã này nằm ở khu vực có độ cao trung bình 8 mét trên mực nước biển.

## Lịch sử dân số
| Năm  | Dân số | Mật độ | Phần trăm của tổng |
| ---- | ------ | ------ | ------------------ |
| 1962 | 320    | -      | -                  |
| 1968 | 325    | -      | -                  |
| 1975 | 267    | -      | -                  |
| 1982 | 256    | -      | -                  |
| 1990 | 280    | -      | -                  |
| 1999 | 251    | 41/km² | 4.08%              |